# Phelps Motor Vehicle Company
Phelps Motor Vehicle Company war ein US-amerikanischer Hersteller von Automobilen.

## Unternehmensgeschichte
L. J. Phelps gründete das Unternehmen im Februar 1903. Der Sitz war in Stoneham in Massachusetts. Er begann mit der Produktion von Automobilen. Der Markenname lautete Phelps. 1905 beliefen sich die Pläne auf 125 Fahrzeuge. Im September 1905 zog sich Phelps zurück.
Die Courier Motor Company übernahm das Unternehmen.

## Fahrzeuge
Die Serienfahrzeuge hatten einen selbst hergestellten Dreizylindermotor. 1903 leistete der Motor 15 PS. Der Radstand betrug 198 cm. Karosseriert waren die Fahrzeuge als Tourenwagen mit fünf Sitzen.
1904 wurde die Motorleistung auf 20 PS gesteigert und der Radstand auf 213 cm verlängert. Die Karosseriebauform änderte sich nicht.
1905 leistete der Motor 24 PS. Der Radstand betrug nun 269 cm. Weiterhin gab es nur einen fünfsitzigen Tourenwagen. Außerdem entstanden in diesem Jahr einige Fahrzeuge mit einem Vierzylindermotor nach Kundenaufträgen für 4000 US-Dollar.

## Modellübersicht
| Jahr | Modell | Zylinder | Leistung (PS) | Radstand (cm) | Aufbau               |
| ---- | ------ | -------- | ------------- | ------------- | -------------------- |
| 1903 | 15 HP  | 3        | 15            | 198           | Tourenwagen 5-sitzig |
| 1904 | 20 HP  | 3        | 20            | 213           | Tourenwagen 5-sitzig |
| 1905 | 24 HP  | 3        | 24            | 269           | Tourenwagen 5-sitzig |